# Ogygoptynx wetmorei
Ogygoptynx wetmorei (лат.) — вид вымерших птиц из отряда совообразных, единственный в роде Ogygoptynx и семействе Ogygoptyngidae. Жил во времена палеоцена (61,7—56,8 млн лет назад) на территории современных США.

## Описание
Новые род и вид описаны в 1976 году по голотипу AMNH 2653, представляющему из себя часть конечности. Ископаемые остатки найдены рядом с Mason Pocket, штат Колорадо (США).
Ogygoptynx wetmorei — самый ранний известный вид совообразных.